# شهرستان چانگداو
شهرستان چانگداو (به لاتین: Changdao County) یک منطقهٔ مسکونی در چین است که در یانتای واقع شده‌است. شهرستان چانگداو ۵۶ کیلومتر مربع مساحت و ۴۳٬۰۰۰ نفر جمعیت دارد.